# Anopheles punctimacula
Anopheles punctimacula este o specie de țânțari din genul Anopheles, descrisă de Dyar și Frederick Knab în anul 1906. Conform Catalogue of Life specia Anopheles punctimacula nu are subspecii cunoscute.